# 玛南猜亚·萨王凯
玛南猜亚·萨王凯（2002年7月10日—），泰国女子网球运动员。截至2024年10月，萨王凯在ITF女子世界网球巡回赛上赢得了3个单打冠军和1个双打冠军。

## 职业生涯
萨王凯在2019年联合会杯为泰国队出战，这是她首次亮相职业赛场。她获得了2020年泰国网球公开赛资格赛外卡但未能出线。
在本土举行的2024年泰国网球公开赛2上，萨王凯通过资格赛获得了参加正赛的机会，这是她首次亮相WTA巡回赛，但在首轮负于最后的冠军丽贝卡·什拉姆科娃。随后她通过资格赛进入了WTA1000赛事2024年中国网球公开赛单打正赛，这是她首次晋级该级别赛事正赛，并在首轮击败了哈萨克斯坦选手扎里娜·迪雅絲，获得WTA巡回赛首胜及WTA1000赛事首胜。在2024年广州国际女子网球公开赛第二轮战胜袁悦后首次进入了巡回赛八强。